# Headlines (EP)
Headlines (estilizado como Headlines!) é o primeiro extended play do grupo feminino britânico The Saturdays. Foi lançado em 13 de agosto de 2010, pela Fascination Records, e contém os dois singles do álbum anterior do grupo, "Wordshaker , "Forever Is Over" e "Ego", assim como um remix da faixa "One Shot" e cinco canções inéditas. 
Seu primeiro single, "Missing You", foi lançado em 5 de agosto de 2010 e estreou na terceira posição da UK Singles Chart e na sexta da Irish Singles Chart.

## Faixas
| N.º | Título                                           | Compositor(es)                                | Duração |  |
| 1.  | "Missing You"                                    | Lukas Hilbert, Alexander Kronlund             | 3:42    |  |
| 2.  | "Ego"                                            | Steve Mac, Ina Wroldsen                       | 3:00    |  |
| 3.  | "Higher"                                         | Arnthor Birgisson, Wroldsen                   | 3:27    |  |
| 4.  | "Forever Is Over"                                | Louis Biancaniello, Sam Watters, James Bourne | 3:25    |  |
| 5.  | "Died in Your Eyes" (cover de Kristinia DeBarge) | D. Josiah, P. Sheyne, R. Westburg             | 4:01    |  |
| 6.  | "Karma"                                          | Mac, Wroldsen                                 | 3:40    |  |
| 7.  | "Puppet"                                         | Brittany Burton, Griffin Boice, Claudia Mills | 3:43    |  |
| 8.  | "One Shot" (Starsmith Mix)                       | Wroldsen, David Kreuger, Per Magnusson        | 3:32    |  |

## Recepção da crítica
| Críticas profissionais | Críticas profissionais |
| Avaliações da crítica  | Avaliações da crítica  |
| Fonte                  | Avaliação              |
| ---------------------- | ---------------------- |
| BBC                    | mista                  |
| Daily Mirror           | [ 3 ]                  |
| Digital Spy            | [ 4 ]                  |

Fraser McAlpine, da BBC, criticou o fato de três das canções de Headlines serem faixas do álbum anterior, dizendo que "elas soam o mesmo de sempre", mas elogiou "Higher" e "Died in Your Eyes". No Daily Mirror, Gavin Martin deu ao álbum três estrelas, em um máximo de quatro, falando, de forma similar a McAlpine, que "os fãs podem reclamar que os apenas 28 minutos de Headlines são de pouco valor, mas [...] as Saturdays estão aproveitando uma clara abertura no mercado"; ele concluiu sua crítica dizendo, "Manchetes? (Headlines, em inglês) Elas terão algumas. Talvez não seja uma reportagem de capa, mas é um bom recurso para manter as coisas boas para elas". Ryan Love, da Digital Spy, comentou que "no geral, esse mini-álbum está um pouco abaixo do status de ouro do pop, [...] mas os aspectos positivos com certeza superam os negativos".

## Paradas musicais
| Parada (2009)      | Melhor posição |
| ------------------ | -------------- |
| Irish Albums Chart | 10             |
| UK Albums Chart    | 3              |

## Histórico de lançamento
| Região      | Data                 | Gravadora           | Catálogo |
| ----------- | -------------------- | ------------------- | -------- |
| Irlanda     | 13 de agosto de 2010 | Polydor Records     | 2747433  |
| Reino Unido | 16 de agosto de 2010 | Fascination Records | 2747433  |